# Procellaria
Procellaria é um género de aves da família Procelariidae, que inclui espécies de pardelas.

## Espécies
O género compreende cinco espécies:
- Pardela-cinzenta, Procellaria cinerea
- Pardela-de-queixo-branco ou pardela-preta[1], Procellaria aequinoctialis
- Pardela-d’óculos,, Procellaria conspicillata
- Pardela-de-parkinson, Procellaria parkinsoni
- Pardela-de-westland, Procellaria westlandica